# Toile paysanne

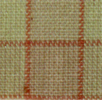
Toile paysanne

La toile paysanne est un tissu à carreaux, dans des tons neutres.

## Définition
Ce type de toile dite « paysanne » généralement utilisé pour les dossiers avec entoilage ce qui permet de ne pas entièrement dégarnir le siège quand on remplace la tapisserie du dossier[réf. nécessaire].

## Confusion
Il ne faut pas confondre ce type de toile, qui est un textile avec une scène de genre, en peinture, représentant une scène paysanne, à l'instar de peintures naturalistes, telles que celles de Jules Breton ou Alfred Roll.